# Onthophagus maleengnoi
Onthophagus maleengnoi är en skalbaggsart som beskrevs av Masumoto 1990. Onthophagus maleengnoi ingår i släktet Onthophagus och familjen bladhorningar. Inga underarter finns listade i Catalogue of Life.